# Irving Jaffee
Irving Jaffee (Nova York, Estats Units 1908 - San Diego, 1981) fou un patinador de velocitat sobre gel nord-americà que guanyà dues medalles als Jocs Olímpics d'Hivern de 1932.

## Biografia
Fill de pares jueus que havien emigrat de Rússia el 1896, va néixer el 15 de setembre de 1908 a la ciutat de Nova York en una família jueva emigrada de l'Imperi Rus el 1896. Va morir a la seva residència de la ciutat de San Diego, situada a l'estat nord-americà de Califòrnia, el 20 de març de 1981.

## Carrera esportiva
Va iniciar la seva carrera en el patinatge de velocitat sobre gel als 14 anys. El 1928 fou seleccionat per participar en els Jocs Olímpics d'Hivern de 1928 celebrats a Sankt Moritz (Suïssa), on participà en totes les proves de patinatge de velocitat i on finalitzà quart en la prova de 5.000 metres. En la prova de 10.000 m. fou líder fins a la suspensió definitiva de la cursa a causa de les males condicions meteorològiques. En els Jocs Olímpics d'Hivern de 1932 disputats a Lake Placid aconseguí finalitzar primer en les proves de 5.000 i 10.000 metres.
Durant la Gran Depressió Jaffe fou obligat a empenyorar les seves medalles olímpiques per 3.500 dòlars. A l'aconseguir un treball a Wall Street intentà recuperar-les, però li fou impossible. Posteriorment treballà com a director del centre d'esports "Grossinger's Catskill Resort Hotel".
El 1940 fou inclòs al United States Figure Skating Hall of Fame.

### Rècords personals
| Prova    | Temps   | Data |
| -------- | ------- | ---- |
| 500 m    | 45.2    | 1928 |
| 1.500 m  | 2.26.7  | 1928 |
| 5.000 m  | 8.42.2  | 1928 |
| 10.000 m | 18.36.5 | 1928 |